# Política da Noruega
A Noruega é uma monarquia constitucional, com uma democracia parlamentar.
O primeiro-ministro, ou Statsminster é o chefe do governo, que escolhe um gabinete executivo entre os membros do  parlamento norueguês, que se chama Stortinget (literalmente "A Grande Assembleia").
A Stortinget é composta por 169 membros, eleitos por um sistema de representação proporcional.
Até 2009, os membros da Stortinget elegiam 40 deputados para formar uma câmara alta, a Lagtinget, com a tarefa de considerar e modificar os projetos de lei, formando os outros membros uma câmara baixa, a Odelstinget.

## Partidos políticos da Noruega
Os seguintes partidos estão representados no Parlamento da Noruega:
| Partido                                                  | Ideologia                               |
| -------------------------------------------------------- | --------------------------------------- |
| Partido Trabalhista Arbeiderpartiet                      | Socialismo democrático                  |
| Partido Conservador Høyre                                | Conservadorismo                         |
| Partido do Progresso Fremskrittspartiet                  | Nacionalismo - Conservadorismo liberal  |
| Partido Democrata Cristão Kristelig Folkeparti           | Democracia cristã                       |
| Partido do Centro Senterpartiet                          | Centrismo - Agrarianismo                |
| Partido Liberal Venstre                                  | Liberalismo social                      |
| Partido da Esquerda Socialista Sosialistisk Venstreparti | Socialismo democrático – Ecossocialismo |
| Partido Verde Miljøpartiet De Grønne                     | Ecologismo                              |
| Partido Vermelho Rødt / Raudt                            | Socialismo radical                      |

## Galeria

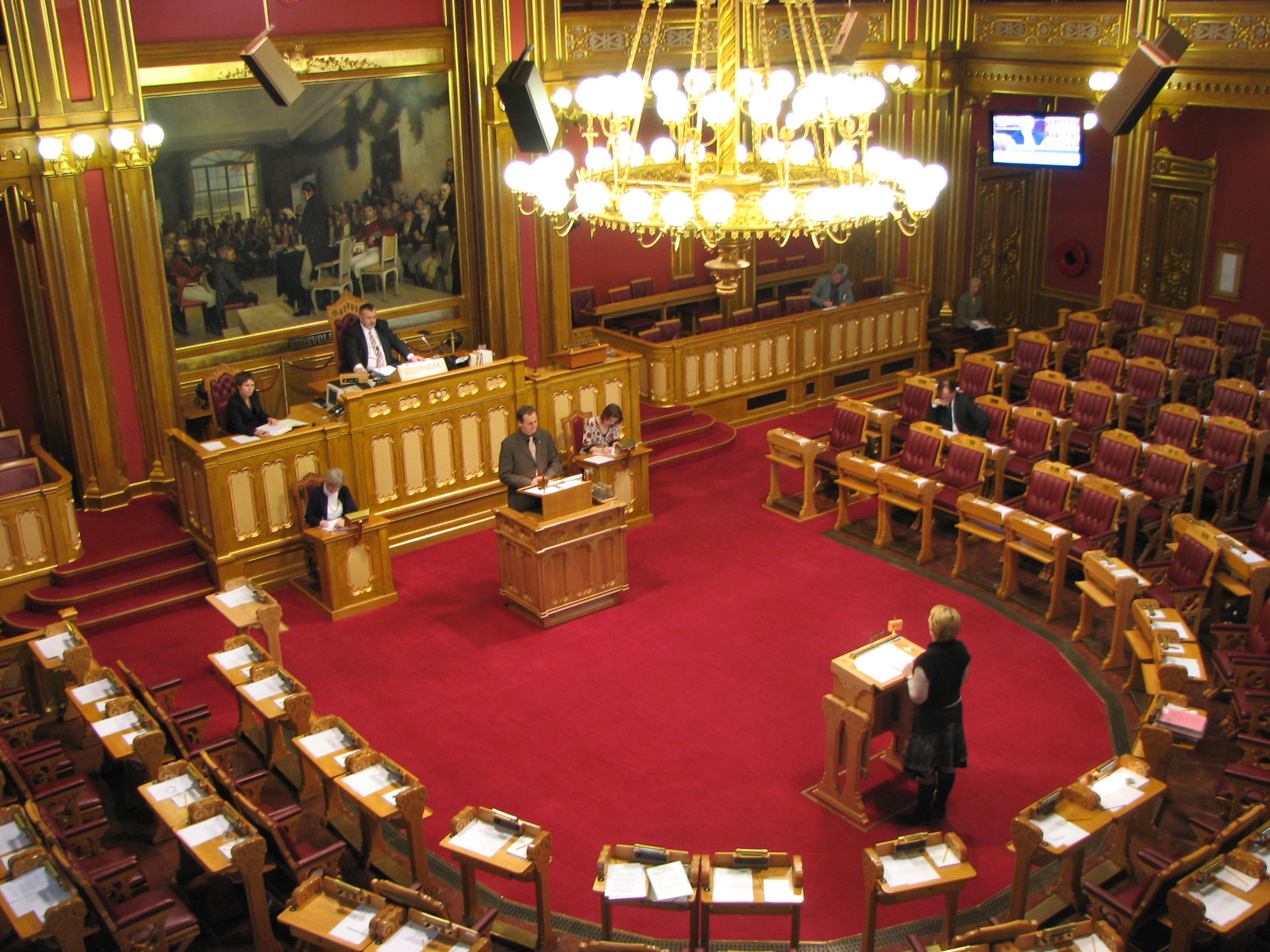
Plenário do Stortinget, o parlamento da Noruega.
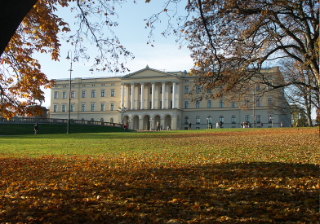
Palácio Real de Oslo.
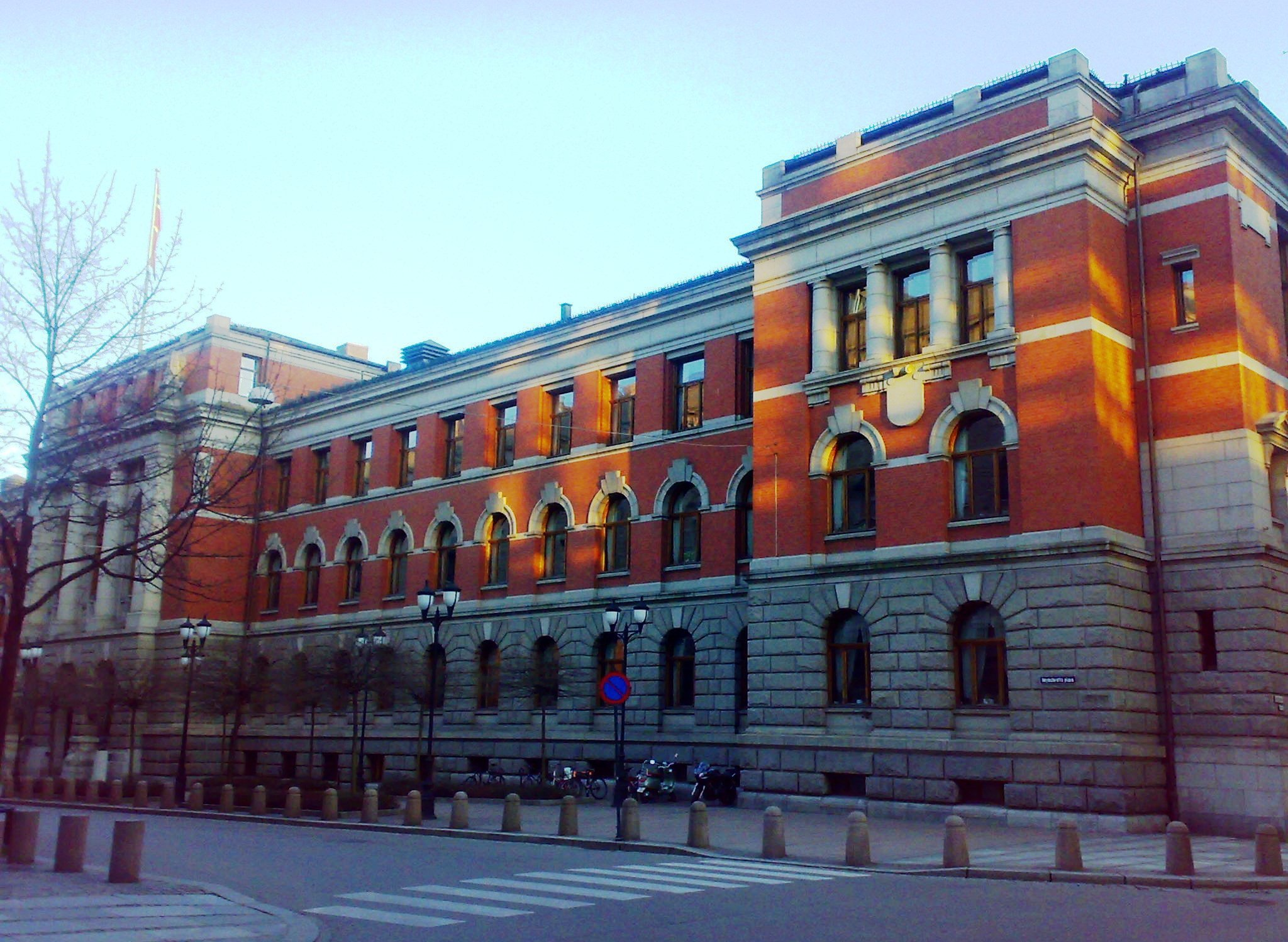
Suprema Corte da Noruega.